# Le Secret de Monte-Cristo (film, 1961)
Pour le film français de 1948, voir Le Secret de Monte-Cristo.
Pour plus de détails, voir Fiche technique et Distribution.
Le Secret de Monte-Cristo (titre original : The Treasure of Monte Cristo) est un film britannique de Robert S. Baker et Monty Berman sorti en 1961.

## Synopsis
En 1815, le capitaine Corbett est chargé de protéger le colonel Jackson et sa fille. Mais ce dernier est gravement blessé dans une attaque préméditée. Il décide alors de confier à son garde du corps un secret menant à un trésor caché sur l'île de Monte Cristo...

## Fiche technique
- Titre original : The Treasure of Monte Cristo
- Réalisation : Robert S. Baker et Monty Berman
- Scénario : Leon Griffiths
- Directeur de la photographie : Robert S. Baker et Monty Berman
- Montage : John Jympson
- Musique : Clifton Parker
- Production : Robert S. Baker et Monty Berman
- Genre : Film d'aventure
- Pays :  Royaume-Uni
- Durée : 95 minutes (1 h 35)
- Dates de sortie :
  - États-Unis : 22 juin 1961, 2 mai 1962 (New York)
  - France : 29 août 1962

## Distribution
- Rory Calhoun (VF : Jean-Claude Michel) : le capitaine Adam (Alain en VF) Corbett
- Patricia Bredin (VF : Nelly Benedetti) : Pauline Jackson
- John Gregson (VF : Georges Aminel) : Renato
- Peter Arne (VF : Jacques Thébault) : le comte Boldini
- Sam Kydd (VF : Roger Carel) : Albert
- Ian Hunter (VF : Jean-Henri Chambois) : le colonel Wilfrid Jackson
- David Davies (VF : Lucien Bryonne) : Van Ryman
- Francis Matthews (VF : Michel Roux) : Louis Auclair
- Tutte Lemkow (VF : Henry Djanik) : Gino
- George Street (VF : Lucien Bryonne) : l'hôtelier anglais
- C. Denier Warren (VF : Paul Villé) : l'aubergiste français
- Endre Muller : le vendeur
- John Sullivan : Jenkins
- Tony Thwanton (VF : Alain Nobis) : l'officier de la milice
- Bill Cummings : Ben
- Gianna Maria Canale (VF : Nadine Alari) : Lucetta Di Marca
- Walter Randall : Carlo
- Derek Prentice (VF : Jacques Deschamps) : Ted, le palefrenier